# دهستان توجردی
دهستان توجردی، یکی از دهستان‌های بخش توجردی شهرستان سرچهان در استان فارس ایران است. مرکز این دهستان، شهر توجردی است.

## جمعیت
بر پایه سرشماری عمومی نفوس و مسکن در سال ۱۳۹۵، جمعیت دهستان توجردی برابر با ۱٬۴۳۵ نفر بوده است.